# Lonchocarpus oliganthus
Lonchocarpus oliganthus är en ärtväxtart som beskrevs av Frederick Joseph Hermann. Lonchocarpus oliganthus ingår i släktet Lonchocarpus och familjen ärtväxter. Inga underarter finns listade i Catalogue of Life.